# Gøg
Gøgen (latin: Cuculus canorus) er en fugl, der findes udbredt over næsten hele Europa og store dele af Asien. Den er meget almindelig i Danmark som ynglefugl i blandt andet moseområder og løvskove. Gøgen er grå med lys mørkstribet underside og lang hale og kan derfor minde om spurvehøgen. Arten er redeparasit, det vil sige at den lader andre fugle opfostre sine unger. Gøgens sang er en karakteristisk "kukken". Føden består især af store, behårede sommerfuglelarver, der undgås af mange andre fugle.

## Beskrivelse

### Udseende
Gøgen har et vingefang på 55 - 60 cm og en længde på cirka 32 - 34 cm, hvilket inkluderer den lange hale. Den er dermed på størrelse med en lille spurvehøg, som den blandt andet kendes fra på det drosselagtige næb og de spidsere, falkeagtige vinger. Hannen er grå på ryg, hoved og hals. Undersiden er lys med mørke tværstriber. Halen er sort med hvide pletter.
Hunnen ligner hannen, men har en mindre skarp overgang mellem den grå hals og stribede underside. Den findes desuden i en sjælden rødbrun variant.
De unge fugle ligner hunnen, men har en karakteristisk hvid nakkeplet. De findes ligesom hunnen i to farvevarianter, hvor oversiden er enten mørkegrå eller rødbrun.

### Stemme
Hannen kendes nemt på sin sang, den såkaldte "kukken", der sædvanligvis er et totonet ko-kuuk, men også kan være tretonet eller sjældent entonet.
Hunnen har en rallende latteragtig stemme, der kan minde om småspovens.
Den tiggende unge har et højt, opadgående srii srii.

## Økologi

### Udbredelse
Gøgen yngler i hele Europa (bortset fra Island), i Nordafrika og det meste af Asien, men ualmindelig i Indien. Den findes derimod ikke i Amerika, Australien eller Oceanien.
Den forekommer især i fugtige, tilgroede områder som moser, men findes også på strandenge eller i skovbryn og lysninger i løvskove. I øvrigt findes gøgen, hvor den kan finde værtsfugle for sine æg.
I Danmark er gøgen en meget almindelig yngletrækfugl, der overvintrer i Afrika syd for Sahara. Den ankommer til Danmark i de sidste dage af april eller først i maj og forlader igen landet fra slutningen af juli til midten af september, ungfuglene som de sidste. Gøgen er desuden en meget almindelig trækgæst fra Skandinavien, men ses sjældent da den trækker om natten.

### Føde
Føden består især af larver af behårede sommerfugle som brun bjørn (Arctia caja) eller brombærspinder (Macrothylacia rubi). Disse behårede larver undgås af andre fugle. Desuden ædes biller, edderkopper, stankelben, voksne sommerfugle og regnorme.

## Ynglebiologi
Gøgens adfærd afviger kraftigt fra de fleste andre fugle, idet den ikke bygger rede og ikke opfostrer egne unger.
Derimod lægger gøgen sine æg i andre fugles reder, der så står for opfostringen. Gøgens æg har normalt samme farve som værtsfuglens egne. Gøgen lægger kun ét æg i hver rede og sørger samtidig for at fjerne et af værtsfuglens egne æg, for at undgå at ægget opdages. Selvom gøgen er langt større end sine værtsfugle, er dens æg ikke større, men derimod i gråspurve-størrelse, hvilket også hjælper til at skjule ægget for værtsfuglene. Når gøgeungen udklækkes skubber den de andre æg eller unger ud af reden, for at være ene om at blive fodret.
I løbet af en sæson lægger hunnen normalt omkring 9 æg, men der er undertiden registreret mere end det dobbelte. I Danmark hører følgende fuglearter til blandt de almindeligste værtsfugle: engpiber, gul vipstjert, rørsanger, tornsanger og sivsanger. I alt er der herhjemme registreret omkring 30 arter af værtsfugle.

## Trivia
Gøgen kaldtes i ældre tid for kukmanden eller kukkeren. Fuglens kukken indgår almindeligt i folkloren, eksempelvis i sangen "Hvor skoven dog er frisk og stor":
| Citat              | Hvor skoven dog er frisk og stor, kuk-kuk, kuk-kuk, fallera. | Citat |
| H.C. Andersen 1850 |                                                              |       |

Gøgen indgår også i folkeeventyret "Hvem der først bliver vred", som det ses af dette uddrag:
| Citat                                                                | Næste morgen, som Hans sad med trolden ved davrebordet – konen var ikke inde – så begyndte det ude i æblegården: "Kukkuk!Kukkuk!" "Hører du?" siger trolden, "der har vi kukmanden".– "Det må jeg se," sagde Hans og springer op, "jeg må altid ud og se den første gøg hver sommer." | Citat |
| "Hvem der først bliver vred", Danske Folkeeventyr af Svend Grundtvig | |       |

## Billeder
- Hos den flyvende gøg ses de spidse falkeagtige vinger.
- Den gulnæbbede gøg (Coccyzus americanus) er en nordamerikansk gøgeart, der kun en enkelt gang er truffet i Danmark.[6]
- Ældre tegning, der også viser den sjældnere rødbrune form.
- Fire kuld af rørsanger, hver med et større gøgeæg.